# Rex Allen

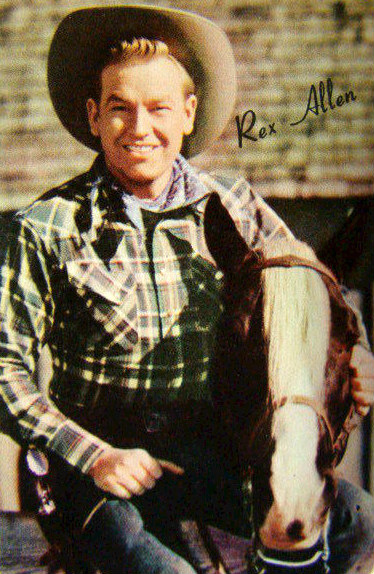
Rex Allen and Koko 1952

Rex Allen (31 de diciembre de 1920 - 17 de diciembre de 1999) fue un director de cine, cantante y compositor estadounidense conocido por ser el narrador de muchas películas de Walt Disney. Uno de los sencillos más exitosos de Allen fue "No se acerquen a los indios", que alcanzó el top 5 de la tabla la revista Billboard's Hot Country Singles en noviembre de 1962. Es estrella del Paseo de la Fama de Hollywood (6821 Hollywood Blvd). 